# Rudíkov
Rudíkov (en allemand : Rudikau) est une commune du district de Třebíč, dans la région de Vysočina, en Tchéquie. Sa population s'élevait à 708 habitants en 2020.

## Géographie
Rudíkov se trouve à 8,5 km au sud-est du centre de Velké Meziříčí, à 9,5 km au nord-nord-est de Třebíč, à 28,5 km à l'est-sud-est de Jihlava et à 141 km au sud-est de Prague.
La commune est limitée par Vlčatín au nord, par Hodov et Nárameč à l'est, par Trnava au sud, par Přeckov au sud-ouest et par Hroznatín à l'ouest.

## Histoire
La première mention écrite de la localité date de 1234.

## Transports
Par la route, Rudíkov se trouve à 10 km de Velké Meziříčí, à 11 km de Třebíč, à 36 km de Jihlava et à 165 km de Prague.